# Miniodes
Miniodes is een geslacht van vlinders van de familie spinneruilen (Erebidae).

## Soorten
- M. discolor Guenée, 1852
- M. maculifera Hampson, 1913
- M. phaeosoma Hampson, 1913